# إيصال الكهرباء
إيصال الكهرباء هي العملية التي تنتقل فيها الطاقة المولدة من محطة الطاقة إلى استخدام المستهلك .

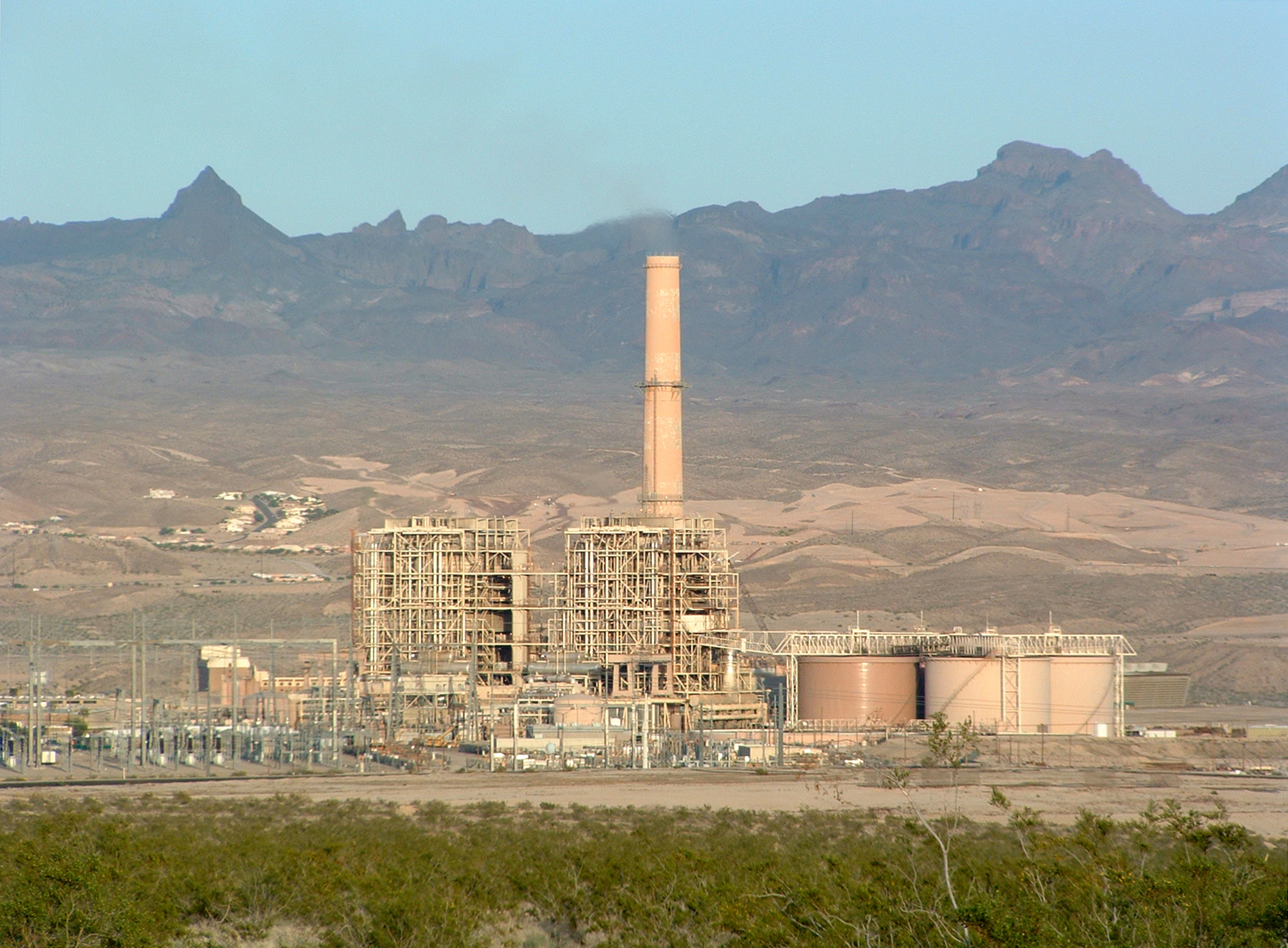
محطة لتوليد الكهرباء تعمل بالفحم في لافلين

العمليات الأساسية في إيصال الكهرباء هي :
- التوليد
- النقل
- التوزيع
- البيع بالتجزئة